# Manuel Mas Devesa
Manuel Mas Devesa (Alicante, 1972) is een Spaans componist, professor compositie aan het Conservatorium in Alicante en muziekpedagoog.

## Levensloop
Mas Devesa studeerde aan het Conservatorio Superior de Música "Óscar Esplà" in Alicante onder anderen bij Joan Enric Canet compositie. Naast een 1e prijs voor harmonie en een 1e prijs met lof in compositie maakte hij ook voortgezette studies aan de Universiteit van Alicante in San Vicente del Raspeig over het gebruik van nieuwe technologieën bij de compositie.
Hij is docent aan de internetplatform conservatoriovirtual.com. Van 2004 tot 2006 was hij docent voor compositie aan het Conservatori Professional de Música de Elche Elx. Tegenwoordig is hij docent aan het Conservatorio Superior de Música "Óscar Esplà" in Alicante.
Als componist schreef hij werken voor orkest, harmonieorkest en kamermuziek. In een deel van zijn composities staat het saxofoon centraal. Tijdens de "Premio Euterpe 2006" georganiseerd door de Federació de Societats Musicals de la Comunitat Valenciana (FSMCV) werd door de Banda Sinfónica Unió Musical de Llíria in het Palau de la Música in Valencia zijn werk Col·lecció d'animals diversos voor het eerst ten gehore gebracht.

## Composities

### Werken voor orkest
- 2005 Obertura Acadèmica, voor orkest
- 2008 Sonata per a una infanta, voor orkest

### Werken voor banda (harmonieorkest)
- 2001 Rapsòdia d'hivern, voor alt- en baritonsaxofoon en harmonieorkest
- 2002 Carmen Pilar, paso doble[2]
- 2004 Vanesa Dobón, paso doble[3]
- 2006 Col·lecció d'animals diversos, suite[4][5][6][7]
- 2006 Obertura Acadèmica, versie voor harmonieorkest[8]
- 2015 Hojas de Otoño para Irene, voor band.
- 2016 "25 de mayo" symfonisch gedicht versie voor orkest.
- 2016 "25 de mayo" symfonisch gedicht versie voor band.[9]

### Kamermuziek
- 2001 Fantasia, voor saxofoon en piano
- 2003 Dos llums, voor saxofoonkwartet en piano

### Werken voor piano
- 1999 Les mongetes màgiques, suite (herzien in 2016)
- 2008 Sonata per a una infanta, voor piano
- 2015 Hojas de Otoño para Irene, voor piano

## Publicaties
- El repertorio del saxofón clásico en España. Valencia: Rivera Editores, 2008.
- Fundamentos de Composición, conceptos básicos para alumnos de composición. València: Rivera Editores, 2007. ISBN 978-84-96882-16-4